# Tjenenet
Tjenenet (auch Tenenit) ist in der altägyptischen Mythologie eine Geburts- und Muttergottheit, die seit dem Mittleren Reich als Gemahlin des Month in Medamut, Armant und et-Tod belegt ist.

## Hintergrund

### Darstellungen

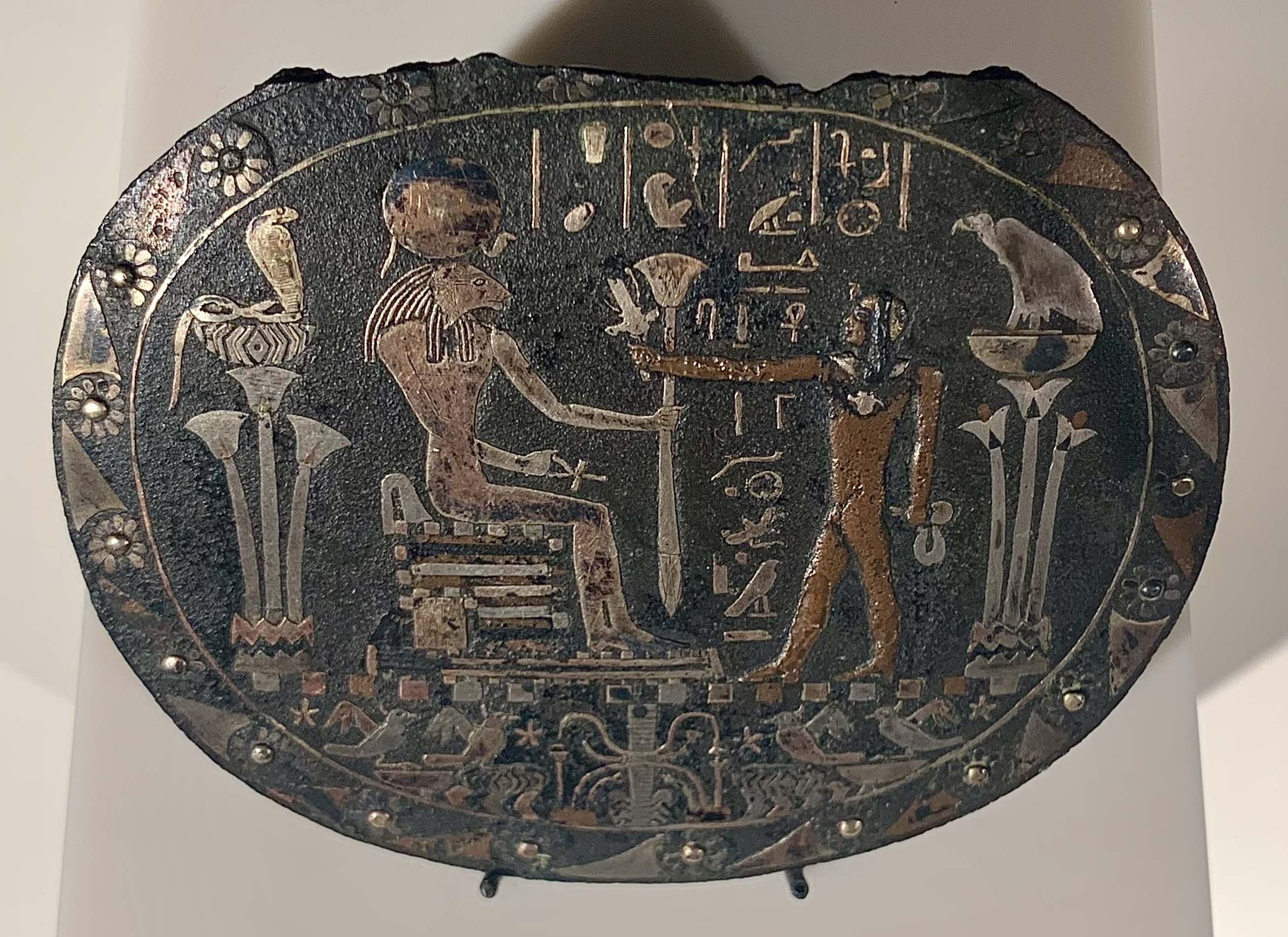
Tjenenet als Sachmet, Wadjet und Nechbet

Tjenenet als Sopdet

| F45 |

 Menschengestaltig wird Tjenenet ab Neuen Reich mit dem Uterus-Symbol (Gardiner F45) im Stirnband dargestellt, da sie bei der Geburt des Königs dessen zeitlich unendliche Perspektive garantiert. Bei der Krönung des Mentuhotep III. in et-Tod ist sie mit der Geierhaube ausgestattet. Außerdem tritt Tjenenet als Löwe mit der Sonnenscheibe oder schlangengestaltig mit dem Uräus-Symbol der Kobra auf.

### Kult
Tjenenet wurde auch mit Hathor, Sopdet, Sachmet, Mut, Wadjet, Nechbet, Junit und Rat-taui gleichgesetzt. Ein Relief im griechisch-römischen Mammisi von Armant zeigt sie an der Seite der Junit mit der Krone der Mut. In Armant tritt später Junit und auch Rat-taui an ihre Stelle.
Mit dem stärker werdenden Einfluss des Amun als Reichsgott gelangte Tjenenet nach Edfu, Esna, Karnak und Dendera; sie gehörte ebenso zur thebanischen Götterneunheit. Als „Chronokratin“ ist sie im ägyptischen Kalender die zuständige Gottheit für den 29. Tag des dritten Schemu-Monats.
Tjenenet und Month sind die beiden entgegengesetzten Pole eines zyklischen Geschehens, besonders des Sonnen- und Mondaufganges und auch der Königskrönung, die als Neugeburt angesehen wird. Sie ist die dreizehnte von vierzehn Gottheiten, die das Mondauge füllen, und repräsentiert den vierzehnten Mondmonatstag in den ägyptischen Mondkalendern, weshalb sie auch als eine der am „schönen Fest für die Ipet von ihrer Majestät“ teilnehmenden Gottheiten eine wichtige Funktion innehat.
Eine weitere besondere Rolle spielt sie als Geburtsgottheit Sopdet-Tjenenet in Verbindung mit der Wiedergeburt des Osiris und den Neujahrsfeierlichkeiten: „In ihrem Namen ist Sopdet erhaben im Duat bei Osiris“ (ṯnnt-m-dw3t-ḫr-Wsjr). Zusätzlich wird sie gemeinsam mit den Heiligtümern von Chenti-cheti und Sokar genannt.
Tjenenet führt unter anderem auch die Titel: „Tjenenet von Armant“, „Tjenenet-Junit“, „Tjenenet-Junit-Rat-taui“, „Tjenenet in Ipet-Sut in Theben“, „Tjenenet-weret“ (die große Tjenenet), „Tjenenet-Hathor“, „Tjenenet-Nechbet“ und „die schöne Tjenenet von Armant“.